# Parerigone takanoi
Parerigone takanoi là một loài ruồi trong họ Tachinidae.